# 迪庆日报
《迪庆日报》（藏語：བེད་ཆེན་ཞིན་རིའི་ཚགས་པར།）是中华人民共和国云南省的一家报刊，直属于中国共产党迪庆藏族自治州委员会，该报也是中共迪庆州委的机关报，以汉语及藏语等迪庆在地语言出版，该报还拥有自己的新浪微博以及微信公众号。

## 历史
中华人民共和国成立后，迪庆州于1956年成立，但受制于缓慢的经济发展状况，该州党委并没有立即创立自己的报刊:13。1988年10月，《迪庆日报》的前身《迪庆报》试刊:14，1989年4月，该报正式创刊并开始发行中文报纸。1995年3月2日，该报刊开始与迪庆州藏学研究所等合作出版藏文报纸:14，并随即更名为《迪庆日报》。
2009年，国家新闻出版总署批准《迪庆藏文报》获得国内统一刊号，并于2011年起正式出版发行，同年5月，藏文报纸改版为彩色的对开大报:14-15。